# 沈黙の艦隊
『沈黙の艦隊』（ちんもくのかんたい）は、かわぐちかいじによる日本の漫画作品。『モーニング』（講談社）で1988年から1996年まで連載し、1990年に第14回講談社漫画賞一般部門を受賞する。2023年1月に紙と電子の両媒体を合わせた累計発行部数が3200万部を超える。アニメやラジオドラマ、劇場版映画と実写ドラマが制作された。
潜水艦戦を描いた戦記に核戦争や国際政治などの問題提起を織込んだ物語の展開で、耳目を集めた。

## 作品解説
タイトルの「沈黙の艦隊」は、「潜水艦戦力」を意味する英語の「Silent Service」の直訳に拠る。
8年で全32巻の長期間連載されたが、劇中の経過時間は2か月である。連載中にソビエト連邦の崩壊や冷戦終結など現実世界の世界情勢が劇的に変化し、本作の設定や物語に影響を及ぼしている。
連載を開始した1988年10月は、なだしお事件の2か月後で、海上自衛隊（海自）や潜水艦に関心が集まっている時期であった。
本作の連載終了後に、番外編として『モーニング』で連載されたスピンオフ作品『瑠璃の波風 沈黙の艦隊〜海江田四郎青春譜』がある。
防衛庁の広報誌『セキュリタリアン』（財団法人防衛弘済会）では、官民の安全保障専門家が本作を分析する『「沈黙の艦隊」解体新書』が連載され、講談社によって1995年に単行本化された。
原作者かわぐちは、故郷の瀬戸内海は寝泊まりする漁船が多く、「動く独立国」の発想として『ひょっこりひょうたん島』の影響が大きかった、と述べている。「スケール感やテーマなど実写化できない漫画を描いたつもりだったから、実写化したいという提案には無謀だとあきれた」とも語るが、後年に実写化されて本記事映画項で後述する。

### 中央官庁と国会の反響
連載開始時は、湾岸戦争が勃発してPKOによる自衛隊派遣や憲法9条などが盛んに論議されており、1990年5月29日の衆議院内閣委員会で、公明党の山口那津男が防衛庁長官の石川要三に「防衛庁長官はこの作品はお読みになったことございますか」と質問している。

## あらすじ
日本の近海で海難事故が発生。千葉県犬吠埼沖で、海上自衛隊の潜水艦「やまなみ」がソ連の原子力潜水艦と衝突し圧潰沈没、艦長の海江田四郎二等海佐以下「やまなみ」全乗員76名の生存が絶望的と報道されて日本に衝撃を与える。
海江田の同期でその死を疑う海上自衛隊潜水艦「たつなみ」艦長・深町洋二等海佐の予想どおり、海江田以下「やまなみ」乗員は生存していた。彼らは日米が共謀で極秘に建造した日本初の原子力潜水艦「シーバット」の乗員に選抜されており、事故は彼らを日本初の原潜に乗務させるための偽装工作だった。
アメリカ海軍第7艦隊所属となった日本初の原潜「シーバット」は、海江田の指揮のもと高知県足摺岬沖での試験航海に臨む。しかしその途中、海江田は突如艦内で全乗員と共に反乱を起こし、音響魚雷で米海軍の監視から姿をくらまし逃亡。以降、海江田を国家元首とする独立戦闘国家「やまと」を名乗る。さらに出港時、「シーバット」改め「やまと」は核弾頭を積載した可能性が高い事が発覚する。
アメリカ合衆国大統領のニコラス・J・ベネットは、卓越した政治手腕を振るい、海江田を危険な核テロリストと断定して抹殺を図ろうとする。海江田は天才的な操艦術と原潜の優れた性能、核兵器などを武器に、アメリカやロシアなどの海軍を撃破していく。
世界中から糾弾される日本は、総理大臣竹上登志雄の方針のもと、日本国内閣官房長官海原渉と日本国外務次官天津航一郎による懸命な「やまととの対話」が試みられる。
ニューヨークに到着したやまとは海上を航行しながら入港し、やまとは深町に託される。国際連合に出席した海江田は、自らの思想を喧伝し実現すべく、先進国を始めとした世界各国に対峙し語りかける。
これまでのやまとの連戦の勝利を根拠とした「政軍分離」「やまと保険」「沈黙の艦隊計画」、更にはその先にある「世界政府の設立」が海江田によって語られる。やまと内部に「核兵器」など存在しないことが判明し、核兵器がなくても「核の脅威」を示すことが可能であれば、沈黙の艦隊は成立することを説く。
世界中が海江田の言葉に耳を傾ける中、海江田は国連総会での演説中に狙撃される。海江田は脳死状態に陥るが心肺停止には至らず、その心音が世界に発信され、作品は終わる。

## 主な登場人物

### 主人公および作品を通しての中心人物
声優は、OVA版 / ラジオドラマ版 / の順。また、俳優は Amazon Prime Video版（以下特筆すべき時は「実写版」） を記述する。
海江田四郎
声 - 津嘉山正種 / 風間杜夫
演 - 大沢たかお
本作の主人公。
海上自衛隊のディーゼル潜水艦 「やまなみ」艦長。初登場時の階級は二等海佐だが、「やまなみ」沈没事故の偽装工作により殉職とされ二階級特進、海上自衛隊での最終的な階級は海将補となる。
秘密裏に日本初の原子力潜水艦「シーバット」艦長に任命されるが、処女航海で突如米原潜部隊に対し音響魚雷を放ち逃亡。その後、米第7艦隊の前に浮上すると、戦闘国家「やまと」の独立を宣言してその国家元首となり、自らの思想の表明と実現のために「やまと」を駆使する。
「海自始まって以来の英才」と呼ばれ、リムパック演習で米空母「カールヴィンソン」を5回沈めた実績を持ち、その操艦能力は米海軍に「慎重」と評された。おおむね冷静沈着だが、必要に応じて大胆な策をとる事もある。軍事のみならず政治、国際情勢についても深い理解と読みの鋭さを持つ。
海上自衛隊のディーゼル潜水艦「たつなみ」艦長の深町洋とは防衛大学の同期で学んだ仲。それ故にお互いのことはその人柄や実力をよく理解しており、米軍との戦いに巻き込まれた際に「たつなみ」が上に、「やまと」が下に連なったところに攻撃を受けた際、「上のたつなみが被弾したら巻き沿いを喰らう」と心配した部下に「大丈夫だ、深町は(攻撃を)かわす」と諭すなど、深町の能力に大きな信頼を置いていることが窺える。
非常に高いカリスマ性によって全乗員を統率し、既存の戦略技術に捕らわれない超人的な操艦能力で次々と米露の攻撃を打ち破る。その操艦能力から、敵対する海軍に「海の悪魔」「モビーディック（白鯨）」などと呼ばれ恐れられた。
クラシック音楽を好み、モーツァルトの曲を流すシーンが多く出てくる。作中で最初に聴いていた曲は「交響曲第41番 (モーツァルト) 」で、特番で最初に聴いていた曲はモーツァルトの交響曲40番である。ニューヨーク沖海戦時には、ストラビンスキーの「春の祭典」を流した。
ニューヨーク上陸の際に同行を試みる深町に「自分のいない『やまと』には深町の全てが必要」とやまとを託して国連に向かう。その後、国連総会での演説中に狙撃され脳死状態に陥るが心肺停止には至らず、その心音は世界に発信された。
妻と1人の子供がおり、母は鎌倉在住。亡き父・海江田巌海将（VOYAGE239「原潜たる意味」では海将補となっている）は「海上自衛隊の立役者」と言われている。
自衛隊出身の日本人であるが、「シーバット」は米海軍所属の艦なので、海上自衛隊の制服の上に米海軍のキャップをかぶっている。
深町洋
声 - 大塚明夫 / 原康義
演 - 玉木宏
海上自衛隊のディーゼル潜水艦「たつなみ」艦長。階級は二等海佐。昇進に値する能力を持っているが、粗暴な言動が妨げになっている。
海江田とは防衛大学校の同期であり良き競争相手で、後に海江田が「自分に対抗しえる能力を持っている」「自分の予想を裏切ることがある」と認めた唯一の人物。海江田の思考をある程度予測できるらしく、「やまなみ」沈没事故時の海江田の行動に疑問を抱き、組織に内緒で真相究明のため独自に調査を進める。海江田と対峙する事も多かったが、最後には「あいつは友達」と発言した。
操艦技術も確かで、海江田と並びリムパック演習で米空母「カールヴィンソン」を5回撃沈した実績を持つ。その操艦は米海軍に「大胆」と評され「シーバット」艦長候補として海江田と共にその名が上がったことは、作中でディーゼル潜水艦「たつなみ」の潜行能力や潜行時間の制約を省みない運用による危険な状況を演出する上での伏線となっている。海江田とは正反対の性格ながら、乗組員に対するカリスマは負けず劣らず絶大なものを持っている。
作中で東京湾での「やまと」護衛時に海自潜水艦初の実戦をおこない、圧倒的な艦の性能の劣勢を感じさせず（東京湾の平均水深は30mで、原潜の性能が最大限発揮できなかったことも大きい）米海軍ロス級原潜5隻中3隻（ハート・フォード、サンタフェなど）を戦闘不能に陥れた（うち2隻は雷撃による撃沈）。
作中、立場（肩書き）を変えて複数回「やまと」に乗艦した唯一の人物。
実写版では海江田とは先輩・後輩の間柄であり、海上自衛隊ディーゼル潜水艦「ゆうなみ」乗艦時代には艦長の海江田の下で副長を務めていた。その際に起きた浸水事故への対応を巡り、海江田にわだかまりを感じている。
竹上登志雄
声 - 阪脩 / 宮川洋一
演 - 笹野高史
日本国内閣総理大臣。名前のモデルは竹下登。
初登場時は日本民自党所属。「やまと」事件発生当初は「外交オンチ」「本命までの中継ぎ政権」「ボケガミ」などと国内外で酷評されていたが、幹事長の海渡からは密かに首相まで上り詰めたこと自体を認められていた。事態が深刻になる中で覚悟を決め、次々と重要な決断を下し、国論を二分しつつも首相としてふさわしい力を備えた政治家として成長する。大蔵大臣時代に米国代表と通訳なしで英国英語で会談していたことがある。
反対論が強い中で「やまと」と友好条約を結び、「やまと」に浮きドック「サザンクロス」を提供したり、国連決議で「やまと」独立が承認されるまでの間、陸上自衛隊・海上自衛隊・航空自衛隊及び原潜「やまと」の指揮権を国連に委ねるといった大胆な外交策をとる。しかし、それがもとで与野党から批判を受け、総理権限により衆議院を解散して総選挙を行う。その際に日本民自党を離れて自らを党首とする新民自党を結成。総選挙後の首相指名選挙において再選された。
ニコラス・J・ベネット
声 - 上田敏也 / 勝部演之
演 - リック・アムスバリー
アメリカ合衆国第43代大統領。作者曰く、「もう一人の主人公」。
タカ派 （ただし、「シーバット」反乱事件発生前の大統領選挙時には、軍縮を唱えていたと見られるシーンも存在する）でギリシア人移民の子孫。「強いアメリカ」を体現する、アメリカの象徴的存在でもあり、「アメリカ大統領は当然、世界に君臨するキングだ」や「（アメリカは）50年後も最も責任のある国だ」の言葉を残す。
当初は「シーバット」の反乱で海江田を早く捕まえ、彼に協力を試行する日本に再占領計画をつきつけて事件の決着をつけたがっていたが、シーバット改め「やまと」を正面から撃沈することにこだわった結果、第3艦隊の壊滅や多くの原潜が撃沈及び大破し、大西洋艦隊の艦が多数戦闘不能になるなど、計22万トンの艦艇の損失や350名の死傷者を出してしまい、副大統領や議会から批判され弾劾も予定されていた。「やまと」と第3艦隊との戦いに際しては「第3艦隊が（やまとが使用する）核で壊滅すれば、日本再占領は行いやすい」とも語っており、あえて損害を大きくすることでやまとや日本を悪者に見せる戦略を採ったとも描写されている。
一方で次第に海江田の行動分析に興味を抱き、物語が進むにつれて、自身の思いや考えと、大統領として下すべき結論に悩み葛藤する。国連総会では、ついに海江田と直接出会うことになる。海江田の影響を受け、「アメリカは国連の決定を尊重する」と世界に表明し、初めてアメリカ大統領として国連にイニシアチブを預けた。作者のかわぐちは作中で一番好きなキャラクターとして挙げている。

### 日本政府関係者
海原大悟
声 - 渡部猛 / 納谷悟朗
演 - 橋爪功
元日本国防衛庁長官。
莫大な資産と人脈を有し、「影の総理」と呼ばれる日本政界の黒幕。「シーバット」が逃亡した時は、兵器の純国産化を視野に、米ソよりも早く捕獲させ、アメリカへ返却する前に練習艦として乗りこなし、データ収集を行うことを命令する。やまとの独立国承認を認めず、あくまで日本政府の支配下に置こうとする。様々な形で日本の政界に暗躍するが、最後は息子の渉に引導を渡された。
実写版では役職が内閣官房参与に変更され、シーバット計画の黒幕であると設定された。なお、劇中では病を患っていると思わしき描写がなされている。
海原渉
声 - 若本規夫 / 屋良有作
演 - 江口洋介
日本国内閣官房長官。
海原大悟の実子。竹上派のサラブレッド。計画が露見したときの影響を考え、父・大悟の判断により、「シーバット」計画には不参加であった。天津とは昔からの仲である。やまと問題の処理においては、かなり強硬な姿勢でアメリカと交渉した。政界再編においては竹上の新民自党を結成に参加、外務大臣となる。
天津航一郎
声 - 村山明 / 佐々木勝彦
日本国外務次官（外務事務次官）。
「やまと」事件において浮きドック「サザンクロス」の発注や、駐日アメリカ大使館・ハワイ・国連安全保障理事会で海原と共にアメリカとの交渉を行う。外務事務次官になった経緯は影山誠治外務大臣のお声がかりとされる。
日米安保条約を信用しておらず、アメリカの核の傘の下で、いつもアメリカに頭を下げてばかりの日本の現状を憂いており、日本の外交をアメリカとの穏やかな決裂に誘導することで日本を自立させて、ASEANを含む「環太平洋共同体」を日本外交の基軸にすることを画策していた。そのために、官民一体の原潜保有計画である「シーバット計画」を利用することを目論む。「シーバット」逃亡後は、「シーバット」を、日本に先んじてアメリカからの自立を表明した、新しいもう一つの日本であるとして、自衛艦による撃沈処分に反対し、あくまで日本は米・ソ海軍から「シーバット」を守るべきと主張した。
海渡一郎
日本民自党幹事長。名前と容姿のモデルは海部俊樹と小沢一郎。
民自党最大派閥に所属。政治家としては「他人の尻拭いばかりして民自党幹事長に就任した」と語っており、「やまと」の処理問題は自分の一世一代の尻拭いであると考えている。「やまと」政策を巡って竹上と対立し、竹上の離党及び新民自党結成後、彼に代わって民自党を率いる。「やまと」を巡って対立しているものの、竹上への政治家としての評価は高い。
「やまと」との同盟関係を破棄し、アメリカとの関係を修復すべきと主張する徹底した親米保守路線の全面協力策や、衆院選挙後に合従連衡のために金銭をばら撒くも、最後は河之内の行動を読みきれずに票を落とし、総理にはなれなかった。
竹上再選後は連立政権に加わることを拒否、公民クラブなどを吸収合併し、巨大野党となった民自党を率いる。
河之内英樹
社会主義右派の日本社民党副書記長。
海原とは同期。衆議院解散後、「世界社会主義」を掲げ、総選挙に向けて公民クラブ・革産党ら各野党議員を集めて革新連合を結成し、日本独自の社会主義国家を目指す。
総選挙後は大滝の鏡水会との連合で比較第一党派を目指すが、首班指名選挙を目前に海渡の策略により、公民クラブなどの議員を切り崩され少数党派となる。
新民自党に取り込まれることをも良しとした大滝を「公約違反」と叱責し、仕方なく少数で革新連合を率い監視役として野党に徹することを試行するも、逆に革新保守連立政権を目指す大滝に叱咤・説得され、指名選挙当日には自分に投票される筈だった票を自身の1票以外全て竹上に纏め上げ見事彼に再選を果たさせる。
その後は革新保守政権のため新民自党・鏡水会と連立。新民自党幹事長に就任した大滝は、河之内を入閣させるべきと語った。
大滝淳
民自党のハト派派閥である鏡水会の幹事。
後に鏡水会ごと民自党を離党し、政党化した「日本鏡水会」の党首に就任。選挙区は山口3区。
政軍分離・軍備永久放棄・常設国連軍創設を政策として主張。「やまと保険」を提唱し、北極海沖でACNテレビ・クルーと共に海江田と会見し、海江田から「やまと保険」の了承を得た後、独断専行でライズとの交渉まで行う。総選挙後は自ら新民自党の幹事長を要望した上で新民自党に合流し就任。さらに、国連の「沈黙の艦隊実行委員会」委員長も自薦し、就任した。
影山誠治
声 - 仲木隆司
演 - 酒向芳
日本国外務大臣。
天津や海原とともにアメリカの補佐官ターナーとの日米交渉や、ハワイにおける日米首脳会談や東京における日本やまと首脳会談に同席した。第2次竹上政権において組閣構想に参加していた。
曽根崎登
声 - 田中康郎 / 大塚周夫
演 - 夏川結衣
日本国防衛庁長官。
シーバット計画に関わった人物の一人で、「シーバット」完成式に参加する。
実写版では女性の曽根崎仁美として登場。大吾派で原作と同じくシーバット計画に関与している。なお、実写版での設定年代に合わせて役職は防衛大臣とされている。
浜本啓介
声 - 広瀬正志
日本国運輸大臣。
日本政府から親善大使として「やまと」に乗艦。海江田の考えを信じ、友好条約締結の準備に乗り出す。衆議院総選挙では竹上と同じく新民自党に入り、見事当選を果たす。第2次竹上政権において組閣構想に参加していた。選挙区は福岡3区。
倉池栄
日本国大蔵次官（大蔵事務次官）。
英国・ロンドンで大滝と共に「やまと保険」成立のためライズ保険会社との交渉を行う。
永江
公民クラブ幹事長。
社民党、革産党とともに革新連合の一翼を担っていたが、総選挙後民自党に大金を積まれ、河之内に工作を蹴ることを必死に説得されるも切り崩され、公民クラブは民自党への吸収合併を選ぶ。モデルは永末英一。

### 原子力潜水艦「やまと」関係者
山中栄治
声 - 麦人
演 - 中村蒼
「やまと」副長。階級は三等海佐。「やまなみ」の副長でもあり10年間同乗している。
真面目で海江田からの信頼は非常に篤い。海江田が国連総会出席中に「やまと」が奇襲を受けた際、海江田が唯一依頼したのは山中の安否確認のみであり、「彼（山中）が無事であれば、全乗組員が無事です」と発言している。操艦能力も深町が認めるほど堅実で優秀。
海江田の国連総会参加時は、代わりに「やまと」の指揮を執る。「やまと」沈没時においては「やまと」乗員の中で最後に脱出。脱出後は、ストリンガーの「タービュレント」に助けられた。海江田の負傷後は他の乗組員と共にストリンガーの指揮下に入った。
内海
声 - 稲葉実、千葉一伸（VOYAGE3）
「やまと」航海長。階級は三等海佐。「やまなみ」の航海長でもあった。山中と並んで海江田を直接補佐する存在で、敵艦の性能や進路を分析している。
溝口拓男
声 - 中博史 / 大塚明夫
演 - 前原滉
「やまと」ソナーマン。「やまなみ」のソナーマンでもあった。引眉が特徴。
南波が「自分の次に耳の良い」と認めるライバル同士。海江田が負傷した際に、山中から海江田の見舞いを命じられニューヨークに上陸。海江田の呼吸音を聞き、「俺の艦長は生きてるんだ！」と叫ぶ。

### 海上自衛隊関係者
赤垣三郎
声 - 秋元羊介 / 家弓家正
演 - 手塚とおる
海上幕僚長。階級は海将。
シーバット計画に関わった人物の一人で、沖縄沖及び東京湾海戦で竹上と共に関わる。その後は天津と共に深町ら「たつなみ」クルーの「やまと」派遣をサポートする。
実写版では名前が「赤垣浩次」に変更されており、併せて役職が海上幕僚長から統合幕僚長に変更された。
田所進
声 - 緒方賢一 / 佐々木敏
演 - 大河内浩
第2潜水隊群司令。階級は海将補。
海江田・深町の防大時代の教官。部下の「活躍」に頭を悩ませている。深町らに「たつなみ」で「やまと」の追跡及び護衛を命じたり、「やまと」のニューヨーク入港の際にニューヨークへの派遣を命じる。
実写版では役職が第2潜水隊群司令から潜水艦隊司令官に変更された。
沼田徳治
声 - 加藤治 / 樋浦勉
演 - 田中要次
第2護衛隊群司令。階級は一等海佐。実写版では海将補に変更されている。
第2護衛隊群旗艦であるはるな型護衛艦「はるな」にて自衛隊として初の実戦（沖縄沖及び東京湾海戦）を指揮する。
5年前の八丈島沖の哨戒訓練で、海江田が指揮していた「やまなみ」に完敗させられた経験を持つ。しかしその実力・カリスマは高く、海江田が「アメリカ海軍に対峙して自衛艦隊をフルに運用できる唯一の自衛官」と評するほどの有能な人物。
上層部からひたすら専守防衛に徹する事に加え、艦隊がなすがままになっている中でも敵味方問わず救助に当たることを命令された時は「まるで赤十字」と漏らす。板ばさみの中で苦心しつつ指揮を執り、最後まで専守防衛の域を出ることはなく任務を完遂した。
実写版では階級が海将補に変更されている他、座乗艦は「はるな」からあたご型護衛艦「あしがら」に変更されている。
速水健次
声 - 飛田展男
演 - 水川あさみ
「たつなみ」副長。階級は三等海佐。
理知的な性格。一見すると女性に見まがう優男風の容姿ではあるが、その実力は確かで深町の右腕として補佐している。深町と対照的に言葉遣いは丁寧である。
「たつなみ」沈没後は国連特別調停員及びニューヨーク和平特使の一員としてニューヨークへ向かう。
実写版では女性の速水貴子として登場。原作と同じく「たつなみ」副長を務める傍ら、それとは別に給養員としての業務を行っている（劇中での台詞から自主的に行っていると思われる）。
渡瀬吾郎
声 - 塩屋翼
演 - 佐々木一平
「たつなみ」航海長。階級は三等海佐。
「たつなみ」沈没後は国連特別調停員及びニューヨーク和平特使の一員としてニューヨークへ向かう。
南波栄一
声 - 中村大樹 / 田中秀幸
演 - ユースケ・サンタマリア
「たつなみ」ソナーマン。階級は海曹長。海自一のソナーマンを自負している。
「やまなみ」沈没事故の謎を解くため、深町の命令でテープを解析する。
「たつなみ」沈没後は国連特別調停員及びニューヨーク和平特使の一員としてニューヨークへ向かう。

### アメリカ海軍関係者
スタイガー
声 - 大塚周夫
演 - アレクス・ポーノヴィッチ
アメリカ太平洋軍司令官。階級は大将。シーバット計画の首謀者。
「シーバット（やまと）」脱走に伴い、第3艦隊・第7艦隊を投入して拿捕及び撃沈を図る。
実写版では役職が太平洋艦隊司令官に変更されている他、「ローガン・スタイガー」というフルネームが設定されている。ハワイの太平洋艦隊司令部で指揮を執っていたものの、S1最終盤ではニミッツ級原子力空母「ロナルド・レーガン」に座乗し、ボイスら第7艦隊を指揮下に置いて直接「やまと」撃沈の指揮に乗り出す。同じ軍人だった息子を対テロ戦争で亡くしたことが示唆されており、それ故に「シーバット（やまと）」をあくまでもテロリストと見做して撃沈することを目論む。
デビット・ライアン
声 - 徳丸完
演 - ジェフリー・ロウ
「シーバット（やまと）」オブザーバー。階級は大佐。
「やまと」独立宣言をはじめとする海江田の行動に反感を覚え拘束されるが、海江田達の思想や行動に一貫性とある種の正当性を感じ、米海軍人ながら「やまと」の理解者となる。
自走浮きドック「サザンクロス」沈没の際に「サザンクロス」クルーと共に陸上自衛隊のCH-47で脱出した。その後、ネイサン研究所長とともに、ホワイトハウスを訪れ、ベネットに海江田に対する意見を述べた。
アラン・B・ランシング
声 - 小林清志
演 - マイケル・ゲンチャー
第3艦隊司令官。階級は少将。第3艦隊旗艦であるミッドウェイ級通常空母「ミッドウェイ」で指揮を執る。
沖縄沖海戦では「やまと」を掩護する日本の海上自衛隊第2護衛隊群を攻撃し、タイコンデロガ級イージス艦「ヴァリ・フォージ」のハープーンでしらね型護衛艦「くらま」を撃沈する。のちにあさぎり型護衛艦「あさぎり」も損傷させたが、「やまと」のチャフ入りのハープーンで電子機器を一時的に無効化された後に魚雷攻撃を受け「ミッドウェイ」を沈められたことを皮切りに、次々に艦艇を失う。
実写版では座乗艦がニミッツ級原子力空母「エイブラハム・リンカーン」に変更されており、階級も劇中では言及されないものの階級章から中将に変更されたと思われる。劇中での「エイブラハム・リンカーン」撃沈後の描写はなく、生死不明となっている。
リチャード・ボイス
声 - 小村哲生
演 - ロブ・フラナガン
ニミッツ級原子力空母「カール・ヴィンソン」艦長兼第7艦隊司令。階級は大佐。感情的な性格の持ち主で、ランシングからは「ヒステリック・ボイス」と呼ばれているが、海江田の発言によると叩き上げの優秀な軍人らしい。
「カール・ヴィンソン」で指揮を執り、「シーバット」の拿捕又は撃沈を図るが、海江田の戦闘国家「やまと」独立宣言に翻弄されることになる。
実写版では役職が第7艦隊司令官のみとなっている他、座乗艦も「カール・ヴィンソン」から制作当時日本を母港としていた「ロナルド・レーガン」に変更されている。階級は明かされていないが、階級章から中将に変更されたと思われる。性格も原作で「ヒステリック・ボイス」と揶揄された感情的な面は鳴りを潜め、慎重な軍人であることが強調されている。
テレンス・B・カーバー
声 - 筈見純
第3艦隊所属の最新鋭艦である、タイコンデロガ級イージス艦「ヴェラ・ガルフ」艦長。階級は大佐。
沖縄沖海戦で第3艦隊が大きな損害を受ける中、辛抱強く「やまと」の捜索を続け、発見後は「ヴェラ・ガルフ」の同型艦である「レイク・エリー」「ケープ・セント・ジョージ」と連携して戦闘を行う。海江田に「三度も撃って来るとは。石の橋も渡らぬ艦長か」と評されるほど非常に慎重な性格で、「やまと」への攻撃には通常より炸薬量を増した対潜魚雷を搭載したアスロックを使用している。
魚雷の爆発で巻き上げられた土砂に埋まった「やまと」に念を入れてとどめを刺そうとするが、その攻撃を脱出に利用される。その後アスロックを使ったオリジナル戦術で「やまと」を攻撃するも、予想を超えた「やまと」の攻撃の前に動きを封じられてしまい、最終的に自ら発射したアスロックの爆発に巻き込まれて「ヴェラ・ガルフ」を大破させられて敗れた。
「ヴェラ・ガルフ」大破後は艦から脱出する描写がなく、生死不明。
ボールドウィン
アメリカ大西洋艦隊司令。階級は少将。
ヘンドリック・ドール
声 - 稲葉実
アメリカ国防総省統合参謀本部議長。
北極海海戦及びニューヨーク沖海戦時に作戦の指揮を執る。のちに彼も海江田の思想に興味を抱く。モデルは湾岸戦争当時に統合参謀本部議長だったコリン・パウエルと、同じく陸軍大将で中央軍司令官だったノーマン・シュワルツコフ。
ジョン・アレキサンダー・ベイツ
声 - 堀内賢雄
シーウルフ級原子力潜水艦「アレキサンダー」艦長。階級は大佐。
米政界の名門ベイツ・ファミリーの養子となったベネズエラ生まれの孤児。自分を受け入れてくれたベイツ・ファミリー、特に義兄のノーマンに多大な感謝と信頼を寄せており、ノーマンを大統領におさめ、自らは統合参謀本部議長になる夢を描いていた。
北極海における「やまと」撃沈を目的としたオーロラ作戦に参加し、ノーマンが指揮する「キング」と連携し、最新鋭艦たるシーウルフ級の能力を駆使して「やまと」を追い込む。ノーマンと立場の違いから来る戦い方や位置取りの差異を海江田に読まれ、「キング」を撃沈されてノーマンを失う。気力を奮起して闘い、氷塊下の激戦で「アレキサンダー」が攻撃不能となり肉弾戦を企図するが、部下の命を最優先に判断して肉弾戦を回避し、降伏する。
勇猛果敢な戦いぶりは、海江田をして「今まで遭遇した中で最強の艦」と言わしめた。
その後も「アレキサンダー」の艦長を務めており、艦内で海江田の演説を聴く様子が描かれている。
ノーマン・キング・ベイツ
声 - 田中秀幸
シーウルフ級原子力潜水艦「キング」艦長。階級は少将。
ベイツ・ファミリーの長男で、ジョンの義兄。次期大統領候補の一人と称されたほどの人物でもあり、オーロラ作戦中には「将来指導者として、日本という国を相手にするときのために」として海江田に会いたかったことを部下に語っている。
オーロラ作戦に参加し、「アレキサンダー」を指揮するジョンとの連携プレイで「やまと」を追い詰める。「アレキサンダー」の戦術と連携して格好の位置から「やまと」へ魚雷を発射するが、その動きを読んだ「やまと」から「キング」の行動をプログラムした無誘導魚雷による攻撃を受けてしまい、「キング」を撃沈されて戦死した。アニメ版では、押し寄せる濁流に呑まれて死亡する直前に「海江田、やはり君には会っておくべきだった」と発言している。
戦死後、ジョンが艦長を務める「アレキサンダー」の艦内に、彼の遺影が掲げられている。
ケリー・J・ネルソン
ニミッツ級原子力空母「エイブラハム・リンカーン」艦長。階級は大佐。
攻撃的で頭に血が上りやすい熱血漢でアメリカを象徴する人物の一人。ナイアガラ・フォールズ作戦などで襲いかかるも「やまと」には探信音による戦略で終始翻弄されていた。しかし、ニューヨーク沖海戦における最終判断は、責任者にふさわしい冷静な判断であった。
アレックス・P・ナガブチ
キティーホーク級通常空母「ジョン・F・ケネディ」艦長。階級は大佐。
日系アメリカ人で軍人の父を持つ。ネルソンと比べて理知的で聡明。「自分が何者なのか分からなくなった時は仕えるもののために私心を捨てることができる日本の侍精神を思い出すこと」を父から教えられている。ローリング・サンダー作戦で「やまと」に挑むが、「やまと」が戦意を見せなかったため、攻撃を中止する。その後、対潜ヘリ攻撃隊で新たに攻撃を行うが、五ヶ国原潜の登場と「やまと」のニューヨーク港への強行突破を防ぐことはできなかった。

### アメリカ政府関係者
アンディ・リード
アメリカ合衆国副大統領兼上院議長。
海江田の超国家原潜艦隊や世界政府の創設に可能性があることを感じ、彼を支持したことで敵視していたベネットと対立する。
ハロルド・D・ベイカー
声 - 中多和宏
演 - ケヴィン・コープランド
アメリカ合衆国国務長官。
ベネットの側近としてやまとに関する外交政策をとる。「大統領のマシーン」の一員として初めて紹介された際、名字が「ベイカー」でなく「ベイガー」になっていると誤記があった。
ジャック・ターナー
声 - 松本大
アメリカ大統領特別補佐官。
沖縄沖海戦時の海原らとの日米緊急首脳会談上では汗一つかかない態度を見せる。
眼鏡を着用していることから、海原から「おい、そこのメガネ」と呼ばれた。
リチャード・ローゼンバーグ
声 - 緒方賢一
アメリカ国連大使。元アメリカ合衆国連邦議会上院議員。
国連安保理にて日本側の「やまと」擁護を痛烈に批判する。
アンドリュー・ギル
ニューヨーク市長。
海江田のニューヨーク入港の際に、攻撃継続を試行する政府及び軍に反旗を翻し、「やまと」との友好同盟締結のためマスコミを通じてアメリカからの市の独立国家化を宣言し、「やまと」擁護を市民に訴える。ナガブチとは旧友。
カール・シュルツ
アメリカ合衆国連邦議会下院議長。
ベネットが「沈黙の艦隊」支持に心変わりするのを察して、これを良しとしない意思を伝える。上下院をまとめて弾劾裁判の予定を試みた。

### アメリカ・その他
リー・ゴールドウェル
軍需産業イースト・ウェスト・ダイナミックス社社長。
ニューヨーク沖海戦での海江田の行動に深い関心と敵対心を抱き、軍事費を削減したベネットをも敵視する。「やまと」の国連参加では軍備永久放棄実現を恐れ、各国のマスコミやアメリカ政府への圧力を通じて反「やまと」キャンペーンを促して牽制を目論む。軍産複合体代表の一人。
アイザック・ネイサン
ネイサン研究所長。ベネットの大学の1年後輩で、ベネットが在学中に教授になる。ライアンとともにホワイトハウスを訪れ、ベネットに海江田の沈黙の艦隊「SSSS (Silent Security Service from the Sea)」構想による完全的核抑止力の素晴らしさを訴えて「SSSSはアメリカによって設立されねばならない」と説き、海江田の排除を提案する。
マルス・ベネット
ベネットの息子。野球好きな少年でニューヨーク・ヤンキースのファン。「やまと」や海江田に興味を抱き、ベネットに海江田の思想を尋ねる。ベネットが東洋の性善説になぞらえて説くと大いに興味を示し、ベネットに海江田と会うことを約束させた。
狙撃手（名称不詳）
カメラマンに扮して国連本部内に侵入し、演説中の海江田の暗殺を図ったスナイパー。テレビカメラに偽装したライフルを発砲直後に駆けつけた警備員二人に対し、隙を突いて一人を銃撃して重傷を負わせるが（生死は不明）、残る一人に射殺された。彼の行動が自発的な行動か依頼によるものかは一切不明だが、協力者または依頼者らしき人物が少なくとも一人存在し、過去にも別のターゲットが存在していたことが示唆されている。作中の言動からイエス・キリスト以外のカリスマを破壊することを望む過激なキリスト教徒とされる。

### 英国海軍・政府関係者
クリス・ストリンガー
英国海軍トラファルガー級原潜「タービュレント」艦長。階級は大佐。
豪快で率直な人物。その豪快さについては、後述するフランス海軍のメルビルには「そんなデリケートなタマか」と評されている。英国海軍屈指のエリート。各国原潜のなかで最初に「やまと」に理解を示し、リーダー的役割をになった。ニューヨークで「やまと」が沈没した際には「やまと」乗組員を全員救出した。
ジョセフ・ローリィ
英国首相。
原潜「タービュレント」の「やまと」擁護による沈黙の艦隊結成を承認する。
ジュリアス・ロードン
英国大手保険会社ライズ社（モデルはロイズ保険組合）筆頭アンダーライター。
大滝の「やまと保険」に対し、世界規模のインフレ発生を理由に反対するが大滝の保険内容と信念に賛同し、受け入れることに。
ウィリアム・スコット
ライズ保険委員会会長。
海江田を「真に世界平和を求める英傑か、それとも核による世界制覇を目指す狂人か」と評するなど、随所に老獪さを窺わせる人物。一方で、会議中には委員会メンバーに自由に発言をさせ、自分の意見は最後に述べるなどの鷹揚さも併せ持つ人物でもある。
ゴッドフリー・ローレンス
ライズ保険委員会副会長。
ロードンが発表する大滝の「やまと保険」の内容について常設国連軍誕生とアメリカに代わって「やまと」の存続による加盟国間の新たなる安保体制の誕生に関心を示し、容認。ワシントン・サミット時は「やまと保険」を実行すべくローリィと同行する。
コーエン
ライズ保険委員会のメンバー。
当初は「やまと保険」について「危険すぎる」と強硬に反対するが、ローレンスの説得により最終的には賛成した。

### ソビエト連邦海軍・ロシア海軍関係者
ユーリ・アンドロポフ
ソビエト連邦海軍太平洋艦隊司令。
キエフ級航空巡洋艦「ミンスク」で指揮を執り、米第3艦隊と共に「やまと」撃沈に出るも「ミンスク」の航跡を利用した攻撃を受け、次々と艦艇を失う。
アンドレイ・ロブコフ
ソビエト連邦海軍アルファ級原潜「レッド・スコルピオン」艦長。階級は大佐。
貧しい農家の出身の叩き上げでまだ若いが、能力の極めて高い気鋭の軍人。その技量の高さは海江田が前任者のボロジンと比較して「2年前に日本海で遭遇した奴とは違う」と言わせるほど。党に絶対忠誠を誓っている。長身巨躯で、片手でボロジンの首をつかんでその体を持ち上げ、首をへし折り処刑するなど常人離れした怪力の持ち主。愛読書はトルストイ。
フローティング・アンテナを使った戦法で米原潜2艦を衝突させ大破させるも「やまと」には裏をかかれ、敗れる。
その後、ソビエト連邦解体後のロシア海軍でも「レッド・スコルピオン」の艦長を務めており、基地の埠頭にて海江田の演説を聞いている様子が描かれている。
イワン・ボロジン
ロブコフの前任の「レッド・スコルピオン」艦長。階級は大佐。
突然「レッド・スコルピオン」の艦長を解任されたことを不満に思っていた。自分に比べて年若いロブコフと、彼を後任の艦長に任命した党を愚弄した結果、ロブコフによって処刑された。2年前に日本海にて、「やまなみ」艦長時代の海江田と対峙したことがある。
ミハイル・セルゲイビッチ
ソビエト連邦海軍シエラ級原潜艦長。政治将校で階級は大佐。
「やまと」が「レッド・スコルピオン」との戦いに勝利したため、海江田に同盟締結を試みるが拒否され、止む無くロブコフに撃沈を命じる。ロシアを母国と呼んでいるが、自分の英語をウクライナ訛りだと言っている。

### ソビエト連邦・ロシア政府関係者
アントノフ
ソビエト連邦の事実上の最高指導者である共産党の書記長。
ミハイル・マレンコフ
声 - 秋元羊介
ソビエト連邦大統領、のちにロシア連邦大統領。
ソ連の民主化運動の指導者で「やまと」の北極海通過に基づき、ベネットとのホットラインで話し合った結果、テレビを通じた共同声明で北極海に展開中の米（オハイオ級）ソ（タイフーン級）両戦略ミサイル原潜を一時撤退することを発表する。
ユーリ・ゴルシコフ
駐日ソビエト連邦大使。
ターナーとの極秘会談で彼から「レッド・スコルピオン」の米原潜攻撃を不問に付すのと同時に「やまと」撃沈の共同作戦を持ちかけられ、引き受ける。
ビクトル・ロザク
ソ連、ロシア国防議長。
北極海の米ソ戦略ミサイル原潜一時撤退やワシントン・サミットでマレンコフと共に行動する。

### フランス海軍・政府関係者
ジャン・ルオー・メルビル
フランス海軍リュビ級原潜「エムロード」艦長。
各国原潜が「やまと」に向かう中、ただ本艦だけは待機を命じた。
ピエール・モルガン
フランス共和国大統領。皮肉屋で鼻炎持ちである。
シャルル・アリダ
フランス共和国外相。
米ソのミサイル原潜撤退の共同声明で海原からフランスを中心とした核軍縮の実現を促され、「やまと」支持で日本の世論が一つに纏まることを条件に引き受ける。ワシントン・サミットではモルガンと同行する。

### ドイツ・中国関係者
ルートヴィヒ・キージンガー
ドイツ連邦共和国（西ドイツ）大統領。
サミットでは日本以外では唯一の非核保有国として出席した。このため、ニューヨーク沖への5ヶ国原潜接近の報がサミットの席にもたらされた際、何が起こったのか理解できなかった。
国連は第二次世界大戦期の連合国が母体になった組織である経緯から、国連が真に公平な国際機関と考えておらず、各国首脳に対して国連の解体と、真に公平たる「新国連」の誕生の必要性を説いた。
張有為（チャンヨウウェイ）
中華人民共和国国家主席。
サミットでは核保有国首脳として、東洋の文化からやまと問題についての見解を語る。
サミットに出席する一方で自国海軍の漢級攻撃型原潜をニューヨーク沖へ派遣する。

### 報道関係者
セシル・デミル
アメリカのテレビ局ACN社長。
ボブに海江田の真意を問うべく「やまと」乗艦を命じる。海江田の主張する核廃絶・世界政府構想などの可否を確かめるべく、全世界のマスメディアを提携して情報サミットを開催し、世界市民投票を実施する。
作中、マスコミとして型破りな行動を行ったので、モルガンからデミルとデビルをかけて、「情報の時代のデビル」と言われた。
モデルはCNN社長のテッド・ターナー。
ボブ・マッケイ
ACNレポーター。
大滝と共に北極圏で、ニューヨークで「やまと」に2度接触する。「やまと」乗艦時に「やまと」国民となって他のクルーらと共に「やまと」を中心としたネットワーク網「情報国家 やまと」を創ろうとする。
モデルはジャーナリストのバーナード・ショー。
ルーカス・フォス
ACNレポーター。愛称はルーク。
国連総会で狙撃された海江田への取材クルーのリーダーに選ばれ、マッケイとは別ルートで行動する。海江田の身柄が国連本部から病院に運ばれた後は、大滝を取材車に同乗させて海江田が運ばれたニューヨーク市内の病院へ向かい、マッケイや溝口たちと合流してから海江田の様子を報道する。
室岡
日本のテレビ局HNKプロデューサー。日本の総選挙の投票日を前に、これまでの「党首同士のお茶を濁した対話」の感のあるそれとは異なる、「党首同士のバトルロイヤル」をコンセプトにした党首討論番組を企画して自ら司会を担当をし、番組の最後に「大海原にいてゴムボートで救助を待っているとして、10人いるグループの中の一人が感染症になっていることが判明し、やがて全員に感染し死亡する可能性があることが分かった時、あなたはこのグループのリーダーとして如何に行動するか」を各参加者に順番を指名せず質問をした。
ウィンストン・サロー
英国の老舗大手テレビ局BBC会長。貴族の生まれで、デミルも一目置くヨーロッパ報道界の権威者。
デミルが試みる「情報のたれ流し」に対して、日本を除いた英国を含むサミット参加国各国政府が自国のマスコミに自粛を呼びかける中、デミルからの電話での申し出に対し、「すべてのマスコミが同じ方向を向けば、それはもうマスコミではない」と否定し、英国政府の判断に従う自らの決断を伝えた。
デミルや海江田を「やるべきこととやるべきでないことの内、やるべきことしか見えていない」と評している。

### 国際連合関係者
ジョージ・アダムス
国連事務総長。作中での任期は残り1年。
ニュージーランド出身の親日家。アメリカをはじめとする常任理事国の拒否権発動などで戦争や紛争への調停が上手くいかず、国際平和の実現が困難な国連の現状打開を試行して、海江田のやまと独立宣言及び国連加盟宣言をサポートする。竹上の自衛隊の国連に対する指揮権移譲を高く評価し、竹上の考えが日本の総意となることを望む旨の発言をした。
現在では老獪かつ時に独走的でありながら行動的な面も見られるが、大滝によるとそれは40代以降のことで、それ以前はむしろ理想主義者で情熱的な政治家であったとのこと。
リック・ソーンバーグ
国連事務次官。アダムスの片腕。
アメリカ出身だが、国連の一員である意識の持ち主。日本政府が深町たちをニューヨークへ派遣した当初は、「日本政府の独断」と判断してアダムスに認めるべきではないと言うが、アダムスの言葉を受け判断を変え、アメリカ海兵隊の攻撃ヘリ部隊を手玉にとって国連本部へ到着した深町たちの身柄引き渡しを要求された際は国連憲章を盾に拒否した。
タワンダ・モヨ
ジンバブエ国連大使。海江田が出席した国連総会の議長を務める。冷静に総会を進行し、海江田が狙撃された後にベネットが決議を翌日へ延期することを提案した際にはこれを受け入れ、最終的な決議を翌日へ持ち越した。
シャバール
ネパール国連大使。国連総会で登壇した海江田の発言に対し、マハトマ・ガンディーの非暴力不服従運動を引き合いに出して否定する。その言葉によって、国家を否定する海江田に対し、国家肯定派の国連大使たちによる反論が始まった。

## 沈黙の艦隊で提示された政治的概念
作中では、世界平和を達成するために、いくつかの政治的概念が提唱された。

### 政軍分離
海江田が東京に上陸し、日本と同盟を結んだ会談上で提唱された概念。政治と軍事を切り離し、軍事を超国家組織に集中する考え。強制力として常設軍を持った超国家組織をつくり、そこで国家間の利害対立を調整し、何らかの不法行為があったときは制裁措置をとる。近代国家は、個人から武器を取り上げ、軍事力を政府に集中することにより国内を統治したが、それを現代国際社会において国家と超国家組織に当てはめる考えである。当初ベネットは、政軍分離の考えは自分も持っていたが、その主導権はアメリカが持っていなければならないと考えていた。もし政軍分離が達成されたら、自衛隊も違憲ではなくなる。「国権の発動たる」とする拘束から初めて解放されるからである。作中では、竹上が自衛隊の指揮権を国連に預けると突然表明したことで、その始まりとなる。
海江田は日本と同盟を結ぼうと考えた理由について、日本は政治と宗教を分離した「政教分離」を実現した国家と語り、加えて政教分離が可能ならば政軍分離も可能と語る。

### やまと保険
大滝が提唱した概念。やまとが存在し続けることが他国の利益になる政治的構造を作ることを目的とした保険。英国大手保険会社「ライズ」を介して日本政府がやまとに保険をかけ、理念に同意した各国政府を保険の引受人、国連を受取人とする。これにより軍産複合体のように戦争が利益を生む構造ではなく、平和が利益を生む構造へシフトさせ、結果的に軍事バランスとも条約とも無関係に平和関係が成立する、新しい安全保障体制である。国連の沈黙の艦隊実行委員長となった大滝曰く「平和を金で買う」保険であり、彼は世界市民一人一人に1ドルからの株主を募り、配当として世界の核兵器廃絶と軍備永久放棄を目指す株式会社を設立することを提唱した。

### 世界政府
常設軍を持った超国家組織としての世界政府。将来的に既存のすべての国家は解体され、世界政府の一県や一州となる。現在の国連をその母体とする。政軍分離を達成するために必ず存在しなくてはならない組織である。世界政府が作られたら世界から戦争はなくなる。なぜならば、それはもはや内乱や反乱に過ぎないからである。リー・ゴールドウェルはこの考えを詭弁だと笑ったが、ベネットはそれが政治の戦争に対する戦い方だと述べている。

### 沈黙の艦隊計画
別名SSSS (Silent Security Service from the Sea)。強制力を持った世界政府を作れば安全保障体制を確立できるが、それだけでは核を廃絶することはできない。そのため、核兵器を持った世界の戦略原潜を国家から独立させ、すべての国に平等に核報復力を持たせる計画である。そうすれば地上戦力として核を所有する必要性はなくなり、小国も新たに核開発を始めることはなくなる。アイザック・ネイサンは、これを心理的核抑止と称し、相互確証破壊のように過剰に核戦力を蓄積するのではなく、SSSSには核軍縮を推し進める効果があると指摘している。しかし、これはシビリアンコントロールに反するため、ベネットは拒否し、逆に核管理の経験が豊富なアメリカに核を集中することを提案している。やまとが当初独立宣言を行ったのも、核戦力を国家から解放、独立させるためである。
海江田はアダムス国連事務総長からSSSSをアメリカに任せるのはどうかと尋ねられた際、アメリカを含む陸上の国家ではこれが不可能としている。もしある国が核兵器を使い、アメリカが制裁の核を打ち込めば、次はアメリカに報復の核が降り注ぐことが想定される。この事態をアメリカ国民は許容せず、結果実際に核が使われてもアメリカが制裁することは事実上不可能となるためである。
海江田はSSSSを自分達が実施する大義名分として、「沈黙の艦隊とは、それ自体が核兵器を用いても、再報復する価値の無い存在」とも語っている。劇中ではアメリカが広島や長崎に核を投下した件について触れられ、ベネットが「やまと」に核ミサイルを発射させようとする狙いについて「これでアメリカは、世界唯一の実戦で核兵器を使った国家という汚名から解き放たれる」と言われており、沈黙の艦隊はこうした束縛の無い存在である根拠となっている。

### 全てに制約がなく、ありのままに公開されるマスコミ
これまでジャーナリズムはパニックを引き起こさないためにさまざま制限され、一度も全てがありのままに公開されることはなかったとされる。しかし、戦争を生中継したり、首脳のやり取りがありのままに公開されるジャーナリズムこそ真のマスコミであるとする考え方。

## 登場兵器

### 架空
- 原子力潜水艦「やまと」
- 通常動力型潜水艦「たつなみ」・「やまなみ」

### 実在
自衛隊
- しらね型護衛艦
- はるな型護衛艦
- たちかぜ型護衛艦
- はたかぜ型護衛艦 - 「はたかぜ」が第7艦隊所属艦として登場
- あさぎり型護衛艦
- たかつき型護衛艦 - 「きくづき」が第7艦隊所属艦として登場
- やまぐも型護衛艦
- たかみ型掃海艇
- F-15J
- P-3C
- AH-1S
- CH-47J
- HSS-2B

アメリカ軍
- ニミッツ級航空母艦
- 原子力空母「エンタープライズ」 - OVA版のみ
- キティホーク級航空母艦
- ミッドウェイ級航空母艦
- アイオワ級戦艦
- タイコンデロガ級ミサイル巡洋艦
- ヴァージニア級原子力ミサイル巡洋艦
- カリフォルニア級原子力ミサイル巡洋艦
- ベルナップ級ミサイル巡洋艦
- 原子力ミサイル巡洋艦「ロングビーチ」 - OVA版のみ
- アーレイ・バーク級ミサイル駆逐艦 - 映画版のみ
- オハイオ級原子力潜水艦
- シーウルフ級原子力潜水艦 - 架空艦「キング」「アレキサンダー」が登場。作中では「やまと」とほとんど同装備・同性能という事実上の同型艦として描かれており、また情報公開がなされていなかったためかなりの部分が想像として描かれている。なお、シーウルフ級自体は「やまと」のモデルになったともされている。
- ロサンゼルス級原子力潜水艦
- DSRV - 船体形状は海上自衛隊運用の型、「U.S.ARMY」と記載されている。
- アルビン級潜水艇
- F-14
- S-3
- SH-2F
- SH-60B
- AH-64
- M1

ソビエト連邦軍
- キエフ級航空巡洋艦
- キーロフ級ミサイル巡洋艦
- キンダ級巡洋艦
- ソヴレメンヌイ級駆逐艦
- ウダロイ級駆逐艦
- カシン級駆逐艦
- タイフーン型原子力潜水艦
- アルファ型原子力潜水艦
- ヴィクターⅡ型原子力潜水艦
- ヴィクターⅢ型原子力潜水艦
- シエラ型原子力潜水艦
- Su-27
- Tu-95 - 作中ではTu-20と表記。哨戒をしているためTu-95RTsもしくはTu-142シリーズ

英国軍
- トラファルガー級原子力潜水艦

フランス軍
- リュビ級原子力潜水艦

インド軍
- チャーリー1型原子力潜水艦

中国人民解放軍
- 漢型原子力潜水艦

## 軍事的に不自然な点
軍事評論家の岡部いさくは雑誌『GON!』で、「エンターテインメントではあるが」と前置きして以下の不自然な点を挙げている。
- 自衛隊がM16を所有している。
- 船殻に僅かでも傷があれば深海の水圧で艦体が圧潰する起因となり得るが、潜水艦艦長で認識深い海江田が「やまと」とナイフで船殻を刻んでいる。
- 「やまと」が操作したアップトリム90は、戦術的に意義が無く実現は不可能。
- 潜水艦の空中飛翔は不可能で、高度を読み上げる場面は測定手段が不思議。

防衛庁広報誌連載を単行本化したオフィシャル分析本『「沈黙の艦隊」解体新書』（講談社）は、「やまと」の船体形状について戦略原潜「デルタIII型」級に似ているので高速が出せそうにない、艦橋横から始まる凸部が上に向かってテーパーになっているのも不自然、と指摘している。 同書の座談会で現役海自潜水艦乗員は、アップトリム90度について岡部と同じく指摘し、潜水艦「やまと」が水上にジャンプする描写は荒唐無稽だが潜水艦の回避運動の将来像として研究の余地はあると述べ、「実際の米国海軍兵力は作中以上に強大であり、作中程度で米国艦隊が壊滅するようなことは現実的ではない」と述べる。

## 書誌情報

### 単行本
- かわぐちかいじ 『沈黙の艦隊』 講談社〈モーニングKC〉、全32巻
  1. 1989年12月15日発売[6]、ISBN 4-06-102692-5
  2. 1990年1月19日発売[7]、ISBN 4-06-102698-4
  3. 1990年2月21日発売[8]、ISBN 4-06-102699-2
  4. 1990年6月21日発売[9]、ISBN 4-06-102711-5
  5. 1990年7月17日発売[10]、ISBN 4-06-102714-X
  6. 1990年8月20日発売[11]、ISBN 4-06-102717-4
  7. 1990年10月17日発売[12]、ISBN 4-06-102722-0
  8. 1990年12月11日発売[13]、ISBN 4-06-102727-1
  9. 1991年2月6日発売[14]、ISBN 4-06-102737-9
  10. 1991年5月16日発売[15]、ISBN 4-06-102750-6
  11. 1991年9月17日発売[16]、ISBN 4-06-102762-X
  12. 1991年12月13日発売[17]、ISBN 4-06-102771-9
  13. 1992年3月19日発売[18]、ISBN 4-06-102779-4
  14. 1992年6月17日発売[19]、ISBN 4-06-102789-1
  15. 1992年9月17日発売[20]、ISBN 4-06-102797-2
  16. 1992年12月14日発売[21]、ISBN 4-06-328307-0
  17. 1993年3月18日発売[22]、ISBN 4-06-328316-X
  18. 1993年6月18日発売[23]、ISBN 4-06-328325-9
  19. 1993年9月20日発売[24]、ISBN 4-06-328335-6
  20. 1993年12月10日発売[25]、ISBN 4-06-328345-3
  21. 1994年3月18日発売[26]、ISBN 4-06-328354-2
  22. 1994年6月17日発売[27]、ISBN 4-06-328366-6
  23. 1994年9月20日発売[28]、ISBN 4-06-328379-8
  24. 1994年12月15日発売[29]、ISBN 4-06-328393-3
  25. 1995年3月20日発売[30]、ISBN 4-06-328403-4
  26. 1995年6月16日発売[31]、ISBN 4-06-328414-X
  27. 1995年8月21日発売[32]、ISBN 4-06-328422-0
  28. 1995年10月19日発売[33]、ISBN 4-06-328431-X
  29. 1995年12月14日発売[34]、ISBN 4-06-328442-5
  30. 1996年3月19日発売[35]、ISBN 4-06-328455-7
  31. 1996年5月21日発売[36]、ISBN 4-06-328465-4
  32. 1996年6月19日発売[37]、ISBN 4-06-328470-0

### 文庫版
- かわぐちかいじ 『沈黙の艦隊』 講談社〈講談社漫画文庫〉、全16巻
  1. 1998年3月11日発売[38]、ISBN 4-06-260394-2
  2. 1998年3月11日発売[39]、ISBN 4-06-260395-0
  3. 1998年3月11日発売[40]、ISBN 4-06-260396-9
  4. 1998年3月11日発売[41]、ISBN 4-06-260397-7
  5. 1998年3月11日発売[42]、ISBN 4-06-260398-5
  6. 1998年4月9日発売[43]、ISBN 4-06-260407-8
  7. 1998年4月9日発売[44]、ISBN 4-06-260408-6
  8. 1998年5月11日発売[45]、ISBN 4-06-260420-5
  9. 1998年5月11日発売[46]、ISBN 4-06-260421-3
  10. 1998年6月12日発売[47]、ISBN 4-06-260455-8
  11. 1998年6月12日発売[48]、ISBN 4-06-260456-6
  12. 1998年7月9日発売[49]、ISBN 4-06-260457-4
  13. 1998年7月9日発売[50]、ISBN 4-06-260458-2
  14. 1998年8月6日発売[51]、ISBN 4-06-260465-5
  15. 1998年8月6日発売[52]、ISBN 4-06-260466-3
  16. 1998年9月10日発売[53]、ISBN 4-06-260467-1

### 愛蔵版
- かわぐちかいじ 『沈黙の艦隊』 講談社〈KCデラックス〉、全11巻
  1. 2001年5月21日発売[54]、ISBN 4-06-334411-8
  2. 2001年5月21日発売[55]、ISBN 4-06-334412-6
  3. 2001年6月20日発売[56]、ISBN 4-06-334420-7
  4. 2001年6月20日発売[57]、ISBN 4-06-334421-5
  5. 2001年7月16日発売[58]、ISBN 4-06-334431-2
  6. 2001年7月19日発売[59]、ISBN 4-06-334432-0
  7. 2001年8月17日発売[60]、ISBN 4-06-334446-0
  8. 2001年8月17日発売[61]、ISBN 4-06-334447-9
  9. 2001年9月19日発売[62]、ISBN 4-06-334455-X
  10. 2001年9月19日発売[63]、ISBN 4-06-334456-8
  11. 2001年10月20日発売[64]、ISBN 4-06-334462-2

### 新装版
- かわぐちかいじ 『新装版 沈黙の艦隊』 講談社〈KCデラックス〉、全16巻
  1. 2013年5月23日発売[65]、ISBN 978-4-06-376845-9
  2. 2013年6月21日発売[66]、ISBN 978-4-06-376850-3
  3. 2013年7月23日発売[67]、ISBN 978-4-06-376860-2
  4. 2013年8月23日発売[68]、ISBN 978-4-06-376878-7
  5. 2013年9月20日発売[69]、ISBN 978-4-06-376886-2
  6. 2013年10月23日発売[70]、ISBN 978-4-06-376904-3
  7. 2013年11月21日発売[71]、ISBN 978-4-06-376912-8
  8. 2013年12月20日発売[72]、ISBN 978-4-06-376921-0
  9. 2014年1月23日発売[73]、ISBN 978-4-06-376930-2
  10. 2014年2月21日発売[74]、ISBN 978-4-06-376942-5
  11. 2014年3月20日発売[75]、ISBN 978-4-06-376952-4
  12. 2014年4月23日発売[76]、ISBN 978-4-06-376967-8
  13. 2014年5月23日発売[77]、ISBN 978-4-06-376986-9
  14. 2014年6月23日発売[78]、ISBN 978-4-06-377006-3
  15. 2014年7月23日発売[79]、ISBN 978-4-06-377030-8
  16. 2014年8月22日発売[80]、ISBN 978-4-06-377044-5

## アニメ
当初、TBS系列の2時間枠の特番としてテレビ放映する予定で「ヴェラ・ガルフ」との戦いまでがサンライズ（現：バンダイナムコフィルムワークス）制作でアニメ化された。しかし、諸般の理由でテレビ放映は中止され、1995年12月18日にビデオでリリースされた。その後、1996年3月3日にTBS系列の深夜枠でテレビ放映された。
1997年～1998年にかけて続編のOVAが2本追加制作され、北極海海戦まで描かれている（VOYAGE2、VOYAGE3）。冷戦終結など国際情勢の変化に合わせて内容は一部変更されている。

### スタッフ
- 原作 - かわぐちかいじ
- 監督 - 高橋良輔
- キャラクターデザイン - 加藤茂、平井久司（VOYAGE2、VOYAGE3）
- メカニカルデザイン - 山根公利、平井久司（VOYAGE2、VOYAGE3）
- 脚本 - 吉川惣司
- 絵コンテ - 寺田和男、大地丙太郎、角銅博之、日高政光、外山九市
- 演出 - 西森章、芦沢剛史、日高政光、越智浩仁
- 作画監督 - 清水恵蔵、山本泰一郎、箕輪豊、一志勝利、山中英治
- 美術監督 - 池田繁美
- 撮影監督 - 長谷川洋一
- 音響監督 - 浦上靖夫
- 音楽 - 千住明
- 製作 - サンライズ、バンダイビジュアル、TBS（テレビ版のみ）、ビデオチャンプ（OVA版のみ）

### 主題歌
- TV版主題歌

「夢の渚 〜The Silent Service〜」
作詞 - 来生えつこ / 作曲 - 来生たかお / 編曲 - 萩田光雄 / 歌 - 来生たかお（キティエンタープライズ）
- OVA版（VOYAGE2、VOYAGE3）主題歌

「夢の渚 〜The Silent Service〜」
作詞 - 来生えつこ / 作曲 - 来生たかお / 編曲 - 坂本洋 / 歌 - 笠原弘子（ポリドール/ポリグラム）

## ラジオドラマ

### 概要
1991年にニッポン放送が当該作品をラジオドラマ化。同年10月25日の『伊集院光のOh!デカナイト』の時間枠(22:00 - 25:00)にて特番として編成。
主演風間杜夫、主題歌CHAGE and ASKA『BIG TREE』。
番組放送後から1年半後の1993年3月19日に当該作品を同局子会社であるポニーキャニオンのメディア・レモラスレーベルにてドラマCD化。
ラジオドラマの番組放送から約33年が経過した、2024年1月3日の平日午後のワイド枠と『辛坊治郎ズーム そこまで言うか!』の時間枠(14:00 - 17:30)にて“ニッポン放送開局70周年記念“として編成。
当該作品と当該作品にも出演してる上柳が特番のナビゲーターとして当時の番組プロデューサーであった勅使川原昭（志駕晃）と堀義貴（現・ホリプロ代表取締役会長兼社長）のインタビューで構成した。
- ヴァーチャル・サウンド・ムービー沈黙の艦隊（ポニーキャニオン）MRCA-20012 1993年3月19日

### スタッフ
- 製作総指揮 - 森谷和郎（ニッポン放送）
- 演出 - 神山雄吉
- 音楽 - ボブ佐久間
- プロデューサー - 大川正義、林健

### キャスト
増山、山本、森田以外は放送、発売当時のニッポン放送所属
- ナレーター - 矢島正明
- アナウンサー、報道記者 - 上柳昌彦（現・フリーアナウンサー）、山本剛士、森田耕次、増山小綾香、村上真由子（現・フリーアナウンサー）

## ゲーム
下記のほか、メガドライブ用ソフトも開発が告知されたが未発売で、スーパーファミコン用ソフトが発売されたとする資料もある。
PlayStation用ソフト
『沈黙の艦隊』：講談社。2000年9月28日発売。
パソコンゲーム
- FM-TOWNS用ソフト

『沈黙の艦隊』：ジー・エー・エム。1992年4月1日発売。12,800円。
- PC-9821用ソフト

『沈黙の艦隊』：ジー・エー・エム。1992年5月発売。12,800円。
- X68000用ソフト

『沈黙の艦隊』：ジー・エー・エム。1993年4月10日発売。12,800円。
- Windows用ソフト

『沈黙の艦隊』：アルファーショック。2000年5月12日発売。
『沈黙の艦隊2』：システムソフト・アルファー。2005年10月14日発売。
iモード用アプリ
『沈黙の艦隊α』：講談社。2001年3月12日配信開始、2012年5月31日終了。

## 劇場版・配信ドラマ
劇場版映画『沈黙の艦隊』は、2023年9月29日に劇場公開された。主演兼プロデューサーは大沢たかお、監督は吉野耕平。
主演の大沢は、この映画や『キングダム』シリーズのプロデューサーである松橋真三と日本の未来像についてよく語り合い、その中からこの漫画の実写化案が生まれた。改めて漫画を読み直した大沢は「ウクライナ侵攻の前でしたが、中国と台湾の間の緊張が高まるなどしており、日本はどうしたらいいのかを考えるきっかけになるような映画を作ってもいいのではないかと考えました」と語る。
大沢はかわぐちかいじへの企画説明の際のほか、防衛省や自衛隊への協力要請の際にも自ら連絡を取るなどプレゼンテーションに奔走し、同じくプロデューサーの松橋真三と共に各地へ足を運んだ。大沢は役づくりの一環として、本編撮影前に広島県江田島にある海上自衛隊幹部候補生学校を訪れ、候補生との交流や所作指導を受けた。撮影は広島県呉市にある海上自衛隊呉史料館「てつのくじら館」に展示されている潜水艦あきしおの非公開エリアなど、日本で初めて海上自衛隊潜水艦部隊の撮影協力を得て、実際の海上自衛隊潜水艦が使用されている。また潜水艦内でのリアルな動きを表現するために、動線やヘッドホンの使い方など些細なことでも海上自衛隊の潜水艦乗組員に所作指導を受けるなど、リアルな描写を追求し、熱意を持って撮影に臨んだ。
本作品はAmazon.com傘下の映画スタジオであるAmazonスタジオが製作。同スタジオが日本映画の製作に携わるのは本作品が初めてとなる。
時系列は映画公開時の2020年代へ移され、「やまと」の設定や登場艦艇などに変更が加えられている他、各登場人物の設定の変更やオリジナルキャラクターが登場するなど原作に改編が加えられている。
2024年2月、劇場版映画に未公開シーンとその後のストーリーを追加した配信ドラマ『沈黙の艦隊 シーズン1 〜東京湾大海戦〜』がAmazon Prime Videoより配信された。Amazon Original ドラマとして2024年2月9日に1 - 6話、2月16日に7 - 8話がそれぞれ世界約240の国と地域で公開された。シーズン1は、Prime Videoで配信された実写作品の国内視聴者数歴代1位を記録するなど好評を博し、2月20日にはシーズン2の制作決定が発表された。
2024年12月には、劇場版の続編となる『沈黙の艦隊　北極海大海戦』が2025年9月26日に劇場公開されることが告知された。

### キャスト（映画）
原作と異なる登場人物および役職は太字で表示。

#### アメリカ海軍
- 海江田四郎（海上自衛隊ディーゼル潜水艦「やまなみ」艦長→アメリカ海軍原子力潜水艦「シーバット」艦長） - 大沢たかお
- 山中栄治（「シーバット」副長） - 中村蒼[90]
- 入江覚士 (「シーバット」IC員) - 松岡広大
- 溝口拓男（「シーバット」ソナーマン) - 前原滉
- デビット・ライアン（「シーバット」オブザーバー）- ジェフリー・ロウ
- ローガン・スタイガー（太平洋艦隊司令官） - アレクス・ポーノヴィッチ[90]
- リチャード・ボイス[注 14]（第7艦隊司令官）- ロブ・フラナガン[98]
- アラン・B・ランシング[注 15]（第3艦隊司令官）- マイケル・ゲンチャー[98]
- ジョージ・マードック[注 16]（「キーウェスト」艦長）-
- ケビン・ドイル[注 17]（「コロンビア」艦長）- ジェイソン・ペネル[98]

#### 海上自衛隊
- 深町洋[注 18]（ディーゼル潜水艦「たつなみ」艦長） - 玉木宏[90]
- 速水貴子[注 19]（「たつなみ」副長） - 水川あさみ[90]
- 南波栄一（「たつなみ」ソナーマン） - ユースケ・サンタマリア[90]
- 入江蒼士（ディーゼル潜水艦「ゆうなみ」隊員[注 20]、入江覚士の兄、故人） - 中村倫也[90]
- 赤垣浩次[注 21] (統合幕僚長) - 手塚とおる
- 田所進 (潜水艦隊司令官) - 大河内浩
- 沼田徳治[注 22] (第2護衛隊群司令) - 田中要次

#### 日本政府
- 竹上登志雄（内閣総理大臣） - 笹野高史[90]
- 海原渉（内閣官房長官） - 江口洋介[90]
- 影山誠司（外務大臣）- 酒向芳[90]
- 曽根崎仁美[注 23]（防衛大臣、大悟派） - 夏川結衣[90]
- 舟尾亮子（官房長官秘書） - 岡本多緒
- 海原大悟（内閣官房参与・シーバット計画の黒幕） - 橋爪功[90]

#### 国会議員
- 大滝淳（鏡水会代表） - 津田健次郎
- 海渡真知子（民自党幹事長）[注 24] - 風吹ジュン

#### アメリカ政府
- ニコラス・ベネット (アメリカ合衆国大統領) - リック・アムスバリー

#### 一般人
- 市谷裕美（報道ニュースキャスター） - 上戸彩[90]

### スタッフ（映画）
- 原作：かわぐちかいじ『沈黙の艦隊』（講談社『モーニング』）
- 監督：吉野耕平
- 脚本：高井光
- 音楽：池頼広
- 主題歌：Ado「DIGNITY」（ユニバーサル ミュージック）〈楽曲提供：B'z〉[99]
- プロデューサー：大沢たかお、松橋真三[99]
- 制作：クレデウス[86]
- 配給：東宝

### 登場艦艇
（一部原作より変更あり）
- 「やまと（シーバット）」
- 「たつなみ」「やまなみ」
- あたご型ミサイル護衛艦「あしがら」
- ひゅうが型ヘリコプター護衛艦「いせ」
- むらさめ型汎用護衛艦「はるさめ」
- ニミッツ級航空母艦「ロナルド・レーガン」「エイブラハム・リンカーン」
- ロサンゼルス級原子力潜水艦「キーウェスト」「オクラホマシティ」「アッシュビル」「コロンビア」「トピカ」「シャーロット」「コロンバス」「ジェファーソンシティ」
- タイコンデロガ級ミサイル巡洋艦（「シャイロー」など）
- アーレイ・バーク級ミサイル駆逐艦 （「バリー」「ミリアス」など）

## 影響
- 本作のヒットにより架空戦記モノのブームが起きた。特に小説『紺碧の艦隊』シリーズが人気を集めた。
- 1992年のスティーヴン・セガール主演の映画に『沈黙の戦艦』の邦題が付けられた。その後もセガール主演の映画は『沈黙の○○』が付され『沈黙シリーズ』と称された。

## 評論・研究等
- 『BSマンガ夜話』（NHK）- 2000年5月4日に本作が取り上げられた。ゲストは関川夏央。
- 『沈黙の艦隊 解体新書』（1995年 講談社）- 防衛庁広報誌『セキュリタリアン』での連載をまとめた単行本。